# L'ultimo squalo
L'ultimo squalo  és una pel·lícula de terror italiana de 1981 dirigida per Enzo G. Castellari, que havia estat assignada originalment a Ruggero Deodato.
A la pel·lícula James Franciscus i Vic Morrow intenten salvar centenars de nedadors en un centre turístic costaner després que un gran gran tauró blanc comenci a terroritzar la zona i a menjar turistes.
La pel·lícula va sortir bé a la taquilla, recaptant més de 18 milions de dòlars en el seu primer mes als Estats Units; tanmateix, el seu llançament estatunidenc va ser posteriorment bloquejat després que els cineastes fossin acusats de plagi Tauró (1975).

## Argument
Mentre fa windsurf prop de la comunitat costanera de Port Harbour, un jove és assassinat per un gran tauró blanc gegant. L'autor de terror Peter Benton i el caçador de taurons professional Ron Hamer s'adonen de la veritat, però l'ambiciós alcalde William Wells es nega a acceptar que existeixi una amenaça de taurons, tement que una regata de windsurf cancel·lada descarrili la seva campanya per convertir-se en governador de l'estat. Wells té instal·lades xarxes per taurons, però els sons dels adolescents fent surf fan que el tauró mossegui les xarxes. L'endemà, el tauró ataca els surfistes, fent-los caure de les seves taules, abans d'apuntar a l'ajudant de l'alcalde i menjar-se'l.
Wells ja no pot amagar la veritat i Benton i Hamer es dirigeixen cap al mar, planejant alimentar el tauró amb dinamita i fer que exploti. Tanmateix, el tauró els atrapa en una cova i els homes han d'utilitzar la seva dinamita només per escapar. Mentrestant, la filla de Benton, Jenny, i alguns dels seus amics surten en un iot, armats amb una mica de bistec i una escopeta, amb la intenció de disparar al tauró. En canvi, les seves potents mossegades a l'esquer fan caure a Jenny a l'aigua. Els seus amics la fan tornar a bord, però el tauró li mossega una de les cames en el procés. El fill de l'alcalde Wells va ser un dels amics amb qui va sortir i Benton el culpa de la seva lesió. Decidit a fer alguna cosa bé, Wells surt en un helicòpter armat amb un bistec, aparentment amb la intenció d'aixecar el tauró a l'aire i sufocar-lo, però el tauró és massa poderós; quan mossega el bistec que penja d'un cabrestant, sacseja l'helicòpter i tira Wells al mar. Aleshores, el tauró el mossega per la meitat abans de llançar-se a l'helicòpter, arrossegant-lo al mar.
Benton i Hamer tornen a sortir per volar el tauró. Després d'una discussió, Benton accepta permetre que Hamer sigui el que baixi amb la dinamita lligada a un cinturó al voltant de la seva cintura. Pensant que el tauró podria estar amagat a l'helicòpter abatut, Hamer ho investiga. El tauró s'acosta a ell i ataca i, malgrat els intents de Benton per salvar-lo, Hamer s'embolica en una fila i és remolcat fins a la seva mort pel tauró.
Mentrestant, un caçador de taurons encadena unes costelles de recanvi al costat d'un moll. El caçador, un càmera de notícies de televisió i alguns espectadors van a parar al moll quan el tauró agafa les costelles, remolcant el moll cap a l'oceà. De sobte, el tauró comença a atacar el moll, tirant la gent a l'aigua i menjant-se al caçador de taurons i al càmera de televisió. Benton arriba i rescata les altres persones, però queda atrapat al moll quan arriba el tauró per arrossegar-lo més al mar. El cadàver d'en Hamer sura i Benton l'alimenta al tauró. En adonar-se que té el detonador a la mà, Benton salta a l'oceà i acciona l'interruptor, detonant la dinamita i fent-li volar el cap al tauró.
De tornada a la costa, el periodista de televisió Bob Martin s'acosta a Benton per fer-li comentaris. Aleshores, Benton dóna un cop de puny a Martin, puja a un cotxe i se'n va.

## Repartiment
- James Franciscus com a Peter Benton
- Vic Morrow com a Ron Hamer
- Micaela Pignatelli com a Gloria Benton
- Joshua Sinclair com a William Wells
- Stefania Girolami Goodwin com a Jenny Benton
- Giancarlo Prete com a Bob Martin

## Demanda
Universal Pictures va intentar bloquejar la distribució de Film Ventures abans de la seva estrena als Estats Units el 5 de març de 1982, però la sol·licitud va ser denegada al Tribunal de Districte dels Estats Units. L'ultimo squalo es va treure posteriorment dels cinemes americans. Tanmateix, aproximadament un mes després de l'estrena, el jutge federal David V. Kenyon va dictaminar que la pel·lícula era massa semblant a Jaws i L’ultimo squalo es va retirar posteriorment dels cinemes americans.

## Estrena

### Cinemes
La pel·lícula es va estrenar com a Great White als Estats Units (abans de ser retirada dels cinemes d'allà) i com a Shark al Regne Unit. La pel·lícula també va tenir una bona resposta a Itàlia, on es va convertir en la 72a pel·lícula més taquillera de la temporada 1980–1981.

### Mitjans domèstics
El 5 de març de 2013, RetroVision Entertainment va llançar la pel·lícula en DVD, marcant el primer llançament oficial de la pel·lícula als Estats Units. La pel·lícula comptava amb una còpia restaurada i les característiques addicionals del DVD incloïen el curt documental Great White: The Legacy - 30 Years Later i rars tràilers cinematogràfics. El DVD era la Regió 0, limitada a només 500 còpies i només es podia comprar en línia.
Una versió de la pel·lícula amb un comentari de RiffTrax va estar disponible el 17 de juny de 2016.

## Banda sonora
El 15 d'octubre de 2019, tant Beat Records Company com Edizioni Cabum van publicar la banda sonora de la pel·lícula de Guido & Maurizio De Angelis i Yvonne Wilkins en disc compacte i vinil per primera vegada en 38 anys. La versió en CD inclou un fullet de 12 pàgines i pistes que mai es van utilitzar a la pel·lícula i la versió en vinil es va premsar en vinil de 180 grams i inclou una funda interna il·lustrada. El llançament estava limitat a 500 còpies en CD, 400 en vinil estàndard i 100 en vinil de colors.

## Recepció
De la pel·lícula, el Monthly Film Bulletin va afirmar que "el seu únic interès (i diversió) és la manera com ha transcrit solemnement [de Jaws]". El Boston Globe va comentar negativament els efectes especials, afirmant que la pel·lícula, òbviament, es troba entre Vic Morrow i una foto d'un tauró en un aquari i que el tauró en qüestió ocasionalment s'assemblava a un globus de la Macy's Thanksgiving Day Parade.

### Seqüela
Després de l'èxit financer de la pel·lícula, Enzo Castellari es va plantejar fer una seqüela, però finalment es va deixar córrer després que el tauró mecànic fos danyat després del rodatge de la primera pel·lícula.

### Llegat
Les escenes de L’ultimo squalo es van incorporar a la pel·lícula italiana de taurons de 1995 Cruel Jaws, que també utilitzava imatges de Jaws.